# Anatolij Rieut
Anatolij Antonowicz Rieut (ros. Анатолий Антонович Реут, ur. 30 października 1928 w Borysowie, zm. 11 kwietnia 2001) – radziecki polityk.

## Życiorys
Urodzony w białoruskiej rodzinie robotniczej, w 1952 roku ukończył Białoruski Instytut Politechniczny, potem pracował jako inżynier w Białoruskiej SRR. Od 1955 członek KPZR, w latach 1970–1974 dyrektor mińskiej fabryki elektronicznych maszyn obliczeniowych, 1974–1975 II sekretarz Komitetu Miejskiego KPB w Mińsku, 1975–1983 I zastępca ministra przemysłu radiowego ZSRR. W latach 1983–1985 I zastępca przewodniczącego Rady Ministrów Białoruskiej SRR i przewodniczący Gospłanu Białoruskiej SRR, 1985–1989 zastępca przewodniczącego Gospłanu ds. zagadnień ogólnych – minister ZSRR, następnie na emeryturze. 1986-1990 członek KC KPZR.

## Odznaczenia i nagrody
- Order Lenina
- Order Rewolucji Październikowej
- Order Czerwonego Sztandaru Pracy
- Nagroda Państwowa ZSRR